# Хематоцела
Хематоцела један је од облика акутног скротума, која настаје као последица накупњаље крви унутар скроталних овојница. У великом броју случајева, хематоцела је један од симптома или последица секундарних промена које прате повреде тестиса. Може да настане примарно, најчешће после тупе механичке повреде (контузије) у пределу скроталног региона, или секундарно, после инфекције тестиса, хеморагијског запаљења овојница скротума, као и једна од компликација хидроцеле услед поремећаја коагулације.
Приликом тешких повреда скротума, најчешће нанетих директним трауматизма, може доћи до трауматске лезије крвних судова тестиса и руптуре односно лацерације његовог паренхима. Због профузног крварења између вагиналних овојница тестиса јавља се појаве болног хематома (хематоцела).

## Етиологија
Према начину настанка хематоцела може бити:
Нетрауматска хематоцела
Овај облик настаје; после инфекције тестиса, хеморагијског запаљења овојница, као и једна од компликација хидроцеле, услед поремећаја коагулације 
Трауматска хематоцела
Приликом тешких повреда скротума, најчешће нанетих директним дејством механичке силе, може да дође до трауматске лезије крвних судова тестиса и/или до цепања односно лацерације самог паренхима тестиса. Као последица продуженог  крварења настаје појаве болног хематома (хематоцеле) унутар вагиналних овојница тестиса.

## Клиничка слика
Хематоцела ретко утиче на промену крвне слике и опште стање болесника, јер се не ради о великој колекцији крви. Тако да у клиничкој слици доминира; једнострано увећање скротума, или читавог скротума уколико је хематоцела обострана. Болесник се жали на напетост и болове овојница тестиса.

## Дијагноза
Дијагноза хематоцеле поставља се на сонову анамнезе, физичког преледа и ултразвучне сонографија. 
- Болесник у анамнези најчешће наводи податак о трауми.
- Физичким прегледом, констатује се једнострано, боно на палпацију, увећање скротума, или читавог скротума уколико је хематоцела обострана.
- Ултразвучном сонографијом верификује се интраскротално присуство течности.[2][3]
- Да се заиста ради о крви, доказује се пункцијом скротума, уз строго поштовање стерилности.
- Дијафаноскопија (трансилуминација или просветљавање) може да буде једна од корисних метода, али она није увек поуздана. Уколико је светлост јака (нпр применом извора светла за цистоскопију, што уролози често користе) могуће је просветљавање, које није таквог интензитета као код хидрокеле.[4]

## Терапија
Мале хематоцеле, у изузетним случајевима могу да се лече конзервативним приступом, али се то не препоручује. Боље је урадити експлорацију, која може истовремено бити терапијска (уклањањање крви и  санација повреде) и евентуално дијагностикчка којом се открива повреда тестиса.
Пункција хематоцеле, као облик лечења, је веома ризична због (могућег) уношења инфекције и настанка флегмоне, па се њена примена може сматрати стручном грешком.
У току хируршке интервенције из овојница тестиса, евакуише се крвни садржај, збрињава видљива повреде и након одговарајуће хемостазе, пласира дрен, који са накнадно вади. Након оперативне интервенције обавезна је примена антибиотика.
Нелечена повреда тестиса, ако не доведе до крварења, сигурно доводи до његове атрофије и дефинитивног губитка функције.